# Sten Abdon
Sten Abdon, född 11 april 1909 i Malmö, död 12 maj 1984, var en svensk företagsledare. Han var son till John Abdon och Ida Abdon.
Efter studentexamen 1928 avlade Abdon reservofficersexamen i ingenjörstrupperna 1931 och kvarningenjörsexamen i Tyskland 1932. Han innehade anställning i Duisburg 1932–36, i Sydney 1937, var driftsingenjör vid Upsala ångqvarns AB 1938–44, verkställande direktör vid AB Sydkvarn i Hörby 1945–61, vid Mjölby kvarn AB 1947–61, AB Kvarnintressenter 1957–61 och Helsingborgs kvarn AB 1962–70.
Abdon innehade tekniska konsultuppdrag i Afrika 1936, i Australien 1936–37 och på Nya Zeeland 1937. Han författade Über den B1-Vitamingehalt der Vermahlungsprodukte des Weizens und über Möglichkeiten, die B1-vitaminreichsten Mehlfraktionen als Menschennahrung auszunutzen (tillsammans med Carl-Bertil Laurell, Acta physiologica Scandinavica 1944), samt näringsfysiologiska och kvarntekniska arbeten.